# Epistole (Dante Alighieri)
Le Epistole, scritte in latino da Dante Alighieri, ci sono pervenute tramite due sillogi del Trecento.

## Prima silloge
La prima silloge, raccolta dal Boccaccio (Laurenziano XXIX), comprende tre epistole: la prima databile al 1305-1306 indirizzata a Cino da Pistoia; la seconda inviata ai Cardinali italiani, in seguito alla morte del papa Clemente V il 20 aprile 1314; la terza ad un amico di Firenze, nella quale egli respinge il ribandimento del 19 maggio 1315.

## Seconda silloge
La seconda silloge venne raccolta in epoca quattrocentesca nell'ambiente di Coluccio Salutati (Vaticano Palatino 1729) e comprende nove epistole: la prima scritta nella primavera del 1304 al cardinale Niccolò da Prato a nome dei Bianchi di Firenze; la seconda, sempre nel 1304, indirizzata a Oberto e Guido da Romena; la terza rivolta a Moroello Malaspina databile 1307-1308; la quarta scritta in occasione della discesa di Enrico VII, nell'ottobre 1310, e indirizzata ai Signori e Popoli d'Italia; la quinta che porta la data del 31 marzo 1311, indirizzata ai Fiorentini; la sesta datata 17 aprile 1311, per l'imperatore Enrico; l'ottava e la nona, scritte a nome della contessa Gherardesca di Battifolle, alla moglie dell'imperatore, Margherita di Lussemburgo. A queste epistole si aggiungono tre messaggi manoscritti rintracciati nel secolo XV dal testo incompleto e una epistola nella forma dei codici del Cinquecento, indirizzata a Can Grande della Scala.

## Le 13 epistole

### Epistola V, VI e VII
Queste epistole sono un invito ai signori d'Italia perché accolgano con rispetto Arrigo VII, poiché la sua venuta realizza la volontà di Dio (epistola V). 
L'epistola VI è riferita ai Fiorentini, traditori della vera libertà e della giustizia ed è volta ad ammonirli di non opporre resistenza ad Arrigo.
La VII Epistola invece è per Enrico stesso, invitato a punire la malvagità e la tirannide, di cui il governo di Firenze è un esempio.
Tramite la biografia che di Dante scrisse Leonardo Bruni si ha notizia di un'altra epistola dantesca oggi perduta. Di essa è noto solo l'incipit (Popule mi, quid feci tibi?) e il destinatario: i rettori del Comune di Firenze. Questo secondo elemento, trova conferma in  un passo dello storico Giovanni Villani, secondo il quale Dante scrisse un'epistola "al reggimento di Firenze, dogliendosi del suo esilio senza colpa".

### Epistola XIII a Cangrande della Scala
Intorno a questa epistola ancora discordi sono i pareri della critica: infatti alcuni, come  Augusto Mancini, Bruno Nardi, Giorgio Brugnoli e Alberto Casadei, ne negano l'autenticità, mentre altri, come Giorgio Padoan, Francesco Mazzoni ed Enzo Cecchini (autore dell'edizione critica del 1995) la confermano.

## Temi
Il tema principale della maggior parte delle epistole di Dante, tranne la lettera a Cino da Pistoia e al Malaspina (che sono più prettamente di carattere letterario), è quello politico ed è soprattutto legato ad Arrigo VII e alla sua impresa.

## Struttura
Le epistole sono composte secondo le regole dell'Ars dictandi medievale, di cui Brunetto Latini era stato maestro.
Nell'introduzione Dante invita il lettore ad avvicinarsi al testo (accessus ad auctores). Poi seguono sei elementi:
la materia (subiectum) dell'opera, 
il fine che si propone di conseguire (utilitas), 
la forma (ordo o forma tractatus), 
l'autore agente (causa efficiens), 
il titolo (inscriptio o titulus), 
il genere filosofico a cui l'opera appartiene (cui parti philosophiae opus supponatur).